# Antonio Martínez de Quesada
Antonio Martínez de Quesada (¿1718 - 1751?), helenista, mitólogo e historiador de las religiones español

## Biografía
Fue fámulo de la Biblioteca del Colegio Mayor Complutense de San Ildefonso, donde acumuló una profunda erudición, y su obra e investigaciones permanecieron toda su vida en la pobreza y el olvido a pesar de los esfuerzos que hicieron sus amigos, los ilustrados Andrés Marcos Burriel y Enrique Flórez, por publicar sus obras, que el primero remitió a Gregorio Mayáns y Siscar. En la actualidad su figura ha sido estudiada y reivindicada por Luis Gil. Murió, según palabras de Burriel "de hambre y aflicción de espíritu, como buen sabio español". Escribió en latín unos "Comentarios sobre la Teogonía de Hesíodo" (Hesiodus mythicus-mysticus: sive Hesíodi Ascrael Theogonia mystice, et allegorice exposita cum interpretatione litterali) precedidos por una extensa Praefatio y una Introductio ad Theogoniam; un Himno greco-latino en acción de gracias a la Virgen María; un Libellus de Diis moralibus ad humanas affectiones pertinentibus, así como una Dissertatio de Endovellico et Neto Hispanorum diis, obras todas que en la actualidad se conservan manuscritas en la Biblioteca Histórica "Marqués de Valdecilla" de la Universidad Complutense de Madrid.
En su Libellus de Diis moralíbus ad humanas affectiones pertinentibus enumera hasta 223 dioses estableciendo una clasificación de los mismos basada en el espacio en el que habitan y en su ámbito de actuación (caelestes, terrestres, divipotes, aeviterni, etc.). La Dissertatio de Endovellico et Neto Hispanorum diis formaba parte de unas Dissertationes de Antiquis Hispanorum diis que leyó el arqueólogo Miguel Pérez Pastor (1721-1763) y publicó en extracto en 1760 (Madrid, Imprenta de Joaquín Ibarra: Disertación sobre el dios Endovellico y noticias de otras deidades gentilicas de la España antigua). La obra original contenía tres disertaciones: la primera sobre la religión antigua de los españoles, la segunda sobre el dios celtíbero Endovellico y Neto y la tercera sobre Maya y Maiuma.